# Affracourt
Affracourt é uma comuna francesa na região administrativa de Grande Leste, no departamento de Meurthe-et-Moselle. Estende-se por uma área de 5.56 km². Em 2010 a comuna tinha 110 habitantes (densidade: 19,8 hab./km²).